# Amomum echinocarpum
Amomum echinocarpum ist eine Pflanzenart aus der Gattung Amomum innerhalb der Familie der Ingwergewächse (Zingiberaceae). Sie kommt auf Sri Lanka, in Südostasien sowie auf einigen im Indischen und Pazifischen Ozean gelegenen Inseln vor.

## Beschreibung

### Vegetative Merkmale
Amomum echinocarpum wächst als ausdauernde, krautige Pflanze, die Wuchshöhen von bis zu 1,8 Metern erreichen kann. Die weißen bis braunen Rhizome sind etwa 0,5 bis 1 Zentimeter dick und außen mit Schuppen bedeckt. Die papierartigen, unbehaarten und gerillten roten bis braunen Schuppen sind bei einer Länge von 1 bis 3 Zentimetern röhrenförmig mit einem spitzen oberen Ende. Das Rhizom ist zwischen den einzelnen „Pseudostämmen“ etwa 10 Zentimeter lang. Von jedem Rhizom gehen zwei bis drei horstbildende Sprossachsen bzw. „Pseudostämme“ ab. An der mit einem Durchmesser von 0,8 bis 1 Zentimetern etwas geschwollenen Basis haben die Stängel grüne, unbehaarte sowie außen gerillte Blattscheiden mit bewimperten oberen Rändern. Die hellgrünen, ledrigen und kahlen Blatthäutchen werden etwa 0,1 bis 0,3 Zentimeter lang; ihr oberes Ende ist gestutzt.
Jeder Stängel besitzt etwa 19 Laubblätter. Diese sind in Blattstiel und Blattspreite gegliedert. Der grüne rinnige Blattstiel ist unbehaart und ist mit einer Länge von etwa 0,1 bis 0,2 Zentimetern sehr kurz. Die einfache Blattspreite ist bei einer Länge von 12 bis 30 Zentimetern sowie einer Breite von 3 bis 7 Zentimetern länglich mit spitz zulaufender Blattbasis und lang geschwänzten oberen Ende, welches etwa 2 Zentimeter lang ist. Die glänzend grüne Blattoberseite ist genauso wie die hellgrüne Blattunterseite mit Ausnahme der Blattnerven unbehaart. Die Blattspreiten weisen an der Unterseite eine auffällige und mit Haaren besetzte primäre Blattnervatur auf. Die Blattränder sind ganzrandig.

### Generative Merkmale
Neben oder direkt an der Stängelbasis aus dem Rhizom entwickelt sich auf einem rund 15 Zentimeter langen und circa 0,5 Zentimeter dicken, roten, gerillten und unbehaarten Blütenstandsschaft ein bei einer Länge rund 5 Zentimetern und einem Durchmesser von etwa 4 Zentimetern eiförmiger Blütenstand, in dem die Blüten dicht zusammen stehen. Je Stängel werden ein bis zwei Blütenstände gebildet und es blühen etwa vier Blüten gleichzeitig. Der Blütenstandsschaft ist mit roten bis rötlich braunen, ledrigen, gerillten und unbehaarten bis rauen Schuppen mit spitzen oberen Ende bedeckt, welche im unteren Bereich röhrenförmig sind und 1 bis 1,5 Zentimeter lang sowie rund 0,3 Zentimeter breit werden während sie im oberen Schaftsbereich bei einer Länge von 3 bis 3,5 Zentimetern sowie einer Breite von 1 bis 1,2 Zentimetern lanzettlich geformt sind. Die dunkelbraunen, außen kahlen und gerillten Tragblätter sind bei einer Länge von 2 bis 2,5 Zentimetern sowie einer Breite von 0,7 bis 1 Zentimetern bootförmig mit spitzen oberen Ende. Jedes der Tragblätter trägt eine einzelne Blüte und fällt bereits nach kurzer Zeit ab. Die hellbraunen, membranartigen 1 bis 1,2 Zentimeter langen und rund 0,3 Zentimeter breiten Deckblätter sind an ihrer Basis zu einer 0,7 bis 0,9 Zentimeter langen, an der Außenseite fein behaarten Röhre verwachsen, welche zweifach gezähnt ist. Die gezähnte Spitze wird 0,2 bis 0,3 Zentimeter lang und ist spitz bis kappenförmig. Die Deckblätter fallen ebenso wie die Tragblätter bereits nach kurzer Zeit ab.
Die zwittrigen Blüten sind zygomorph und dreizählig mit doppelten, weißen Perianth. Die drei durchscheinenden, weißen, membranartigen Kelchblätter sind auf einer Länge von 0,7 bis 0,8 Zentimetern röhrenförmig miteinander verwachsen und sind mit einer Länge von 1,5 bis 1,6 Zentimeter sowie einer Breite von rund 0,3 Zentimeter etwas länger als die Kronröhre. Sie sind zweifach gezähnt, wobei die Kelchzähne 0,4 bis 0,8 Zentimeter lang sind und haben eine unbehaarte Außenseite sowie eine spitz zulaufende Spitze. Die drei weißen und 2,8 bis 3 Zentimeter langen, ledrigen Kronblätter sind zu einer 1,3 bis 1,5 Zentimeter langen und ebenfalls kahlen Kronröhre verwachsen. Es sind drei ebenfalls weiße und unbehaarte, membranartige Kronlappen vorhanden. Der mittlere Kronlappen ist 1,5 bis 1,7 Zentimetern lang und 0,9 bis 1,2 Zentimeter breit mit kappenförmigen oberen Ende. Die beiden seitlichen Kronlappen sind bei einer Länge von rund 1,5 Zentimetern sowie einer Breite von 0,6 bis 0,7 Zentimetern etwas schmäler und haben ebenfalls ein kappenförmiges oberes Ende. Nur das mittlere der Staubblätter des inneren Kreises ist fertil. Das fertile Staubblatt besitzt einen abgeflachten, 0,3 bis 0,4 Zentimeter langen, unbehaarten, weißen Staubfaden. Die zwei weißen Hälften des unbehaarten Staubbeutels sind bei einer Länge von etwa 0,8 Zentimetern und einer Breite von 0,4 bis 0,5 Zentimetern länglich. Die Staminodien des inneren Kreises sind zu einem Labellum verwachsen, welches manchmal etwas zweigespalten sein kann. Das etwa 1,5 Zentimeter lange und 1,2 bis 1,3 Zentimeter breite, membranartige Labellum ist weiß mit einem gelben Streifen in der Mitte, welcher von Linien mit roten Punkten begrenzt wird; es ist an der Basis mit langen weißen Haaren besetzt und besitzt gewellte Ränder. Die seitlichen, weißen und rot gepunkteten Staminodien sind bei einer Länge von rund 0,3 Zentimetern länglich geformt. Drei Fruchtblätter sind zu einem dreikammerigen, haarigen sowie stacheligen und bei einem Durchmesser von rund 0,4 Zentimetern kugelförmigen Fruchtknoten verwachsen. Jede der kugeligen Fruchtknotenkammer enthält drei bis fünf Samenanlagen. Der Griffel ist behaart und endet in einer abgerundeten und ebenfalls haarigen Narbe mit bewimperter Spitze.
Der rötliche Schaft des Fruchtstandes ist unbehaart, etwa 10 bis 15 Zentimeter lang und rund 0,5 Zentimeter dick. In einem rund 5 Zentimeter dicken Fruchtstand befinden sich etwa zehn Kapselfrüchte. Die bei einem Durchmesser von 0,8 bis 1 Zentimetern kugelförmigen Kapselfrüchte sind hellgrün gefärbt. Die Oberfläche der Früchte ist behaart und stachelig. Jedes der drei Fruchtfächer enthält rund drei bis fünf Samen. Die kahlen Samen sind bei einem Durchmesser von etwa 4 Millimetern kugelig geformt.

## Vorkommen
Das natürliche Verbreitungsgebiet von Amomum echinocarpum liegt in Teilen Süd- und Südostasien sowie nördlich von Australien. Es erstreckt sich dabei von Sri Lanka über Laos, Myanmar und die zu Indonesien gehörenden Inseln Java und Sulawesi bis nach Neuguinea und dem Bismarck-Archipel.
Die Art gedeiht zumindest in Laos und Myanmar in Höhenlagen von 1034 bis 1103 Metern während sie ansonsten auch im Tiefland an schattigen Standorten in sommer- und immergrünen Wäldern wächst.

## Taxonomie
Die Erstbeschreibung als Amomum echinocarpum erfolgte 1931 durch Arthur Hugh Garfit Alston in A Hand-book to the Flora of Ceylon, Band 6, Seite 283. Ein Synonym für Amomum echinocarpum Alston ist Amomum echinatum Thwaites. Bei Amomum echinocarpum handelt es sich um einen Artenkomplex und könnte in der Zukunft nach näheren Untersuchungen verschiedene Arten aufgespalten werden.

## Gefährdung und Schutz
Amomum echinocarpum wird in der Roten Liste der IUCN seit 2011 aufgrund der ungenauen Datenlage keiner Gefährdungskategorie zugeordnet. Dies liegt daran, dass der Artenkomplex noch nicht genauer erforscht wurde und in der Zukunft in mehrere Arten aufgespalten werden könnte.